# Mico rondoni
Mico rondoni — вид широконосих приматів родини ігрункові (Callitrichidae).

## Опис
Як і інші міко, його шерсть, як правило, сріблясто-сіра. Він має темне хутро на більшій частині голови, лоб і з боків лиця, що контрастує з білуватим клаптем по середині чола. Хутро на ногах стає червонувато-коричневого кольору на гомілках і майже чорним на кісточках. Хвіст в основному чорний. Вага складає в середньому близько 330 грамів. Довжина в середньому за винятком хвоста близько 22 см і хвіст близько 31 см.

## Поширення
Знайдений в південно-західній Амазонії в Бразилії, ендемік штату Рондонія.

## Звички
Сік дерев є важливою частиною раціону, і його травний тракт спеціально пристосований для цієї мети. Адаптація включає долотоподібні більш низькі різці, які можуть видовбати камедь дерева, і збільшену сліпу кишку, що допомагає перетравлювати виділення.

## Загрози та охорона
Головна загроза це втрата середовища існування в результаті будівництва ГЕС Самуеля, шосе BR-364 (коридор збезлісення в південній Амазонії) і розвиток інфраструктури уздовж Ріо-Мадейри. Дві нові греблі гідроенергетичних проектів були схвалені для верхньої Ріо-Мадейри в Рондонії біля болівійського кордону, що затопить великі ділянки землі і призведе до загибелі лісів. Цей вид записаний в англ. Samuel State Ecological Station, Рондонія (20865 га).